# Is-Salini

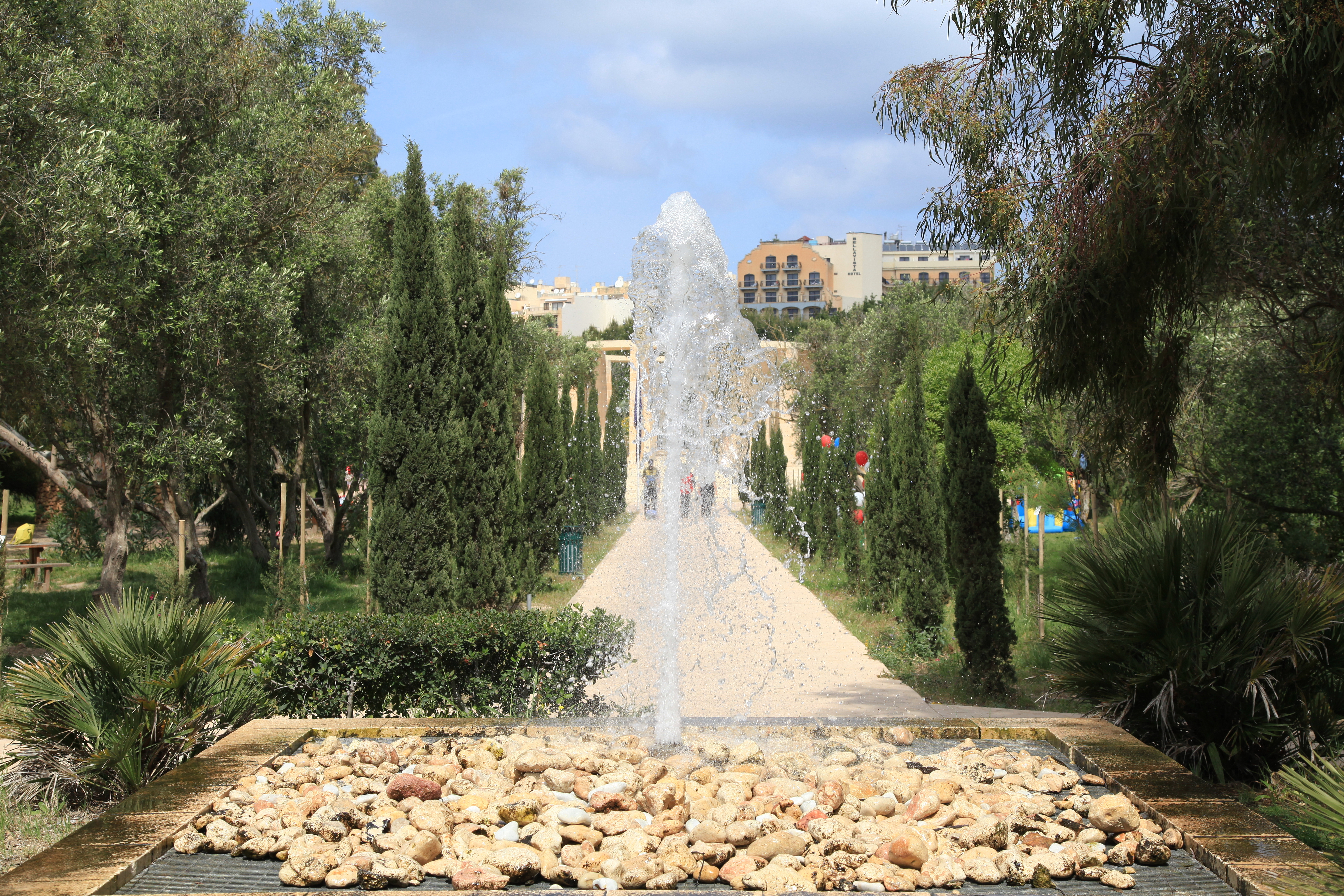
Obszar Kennedy Grove

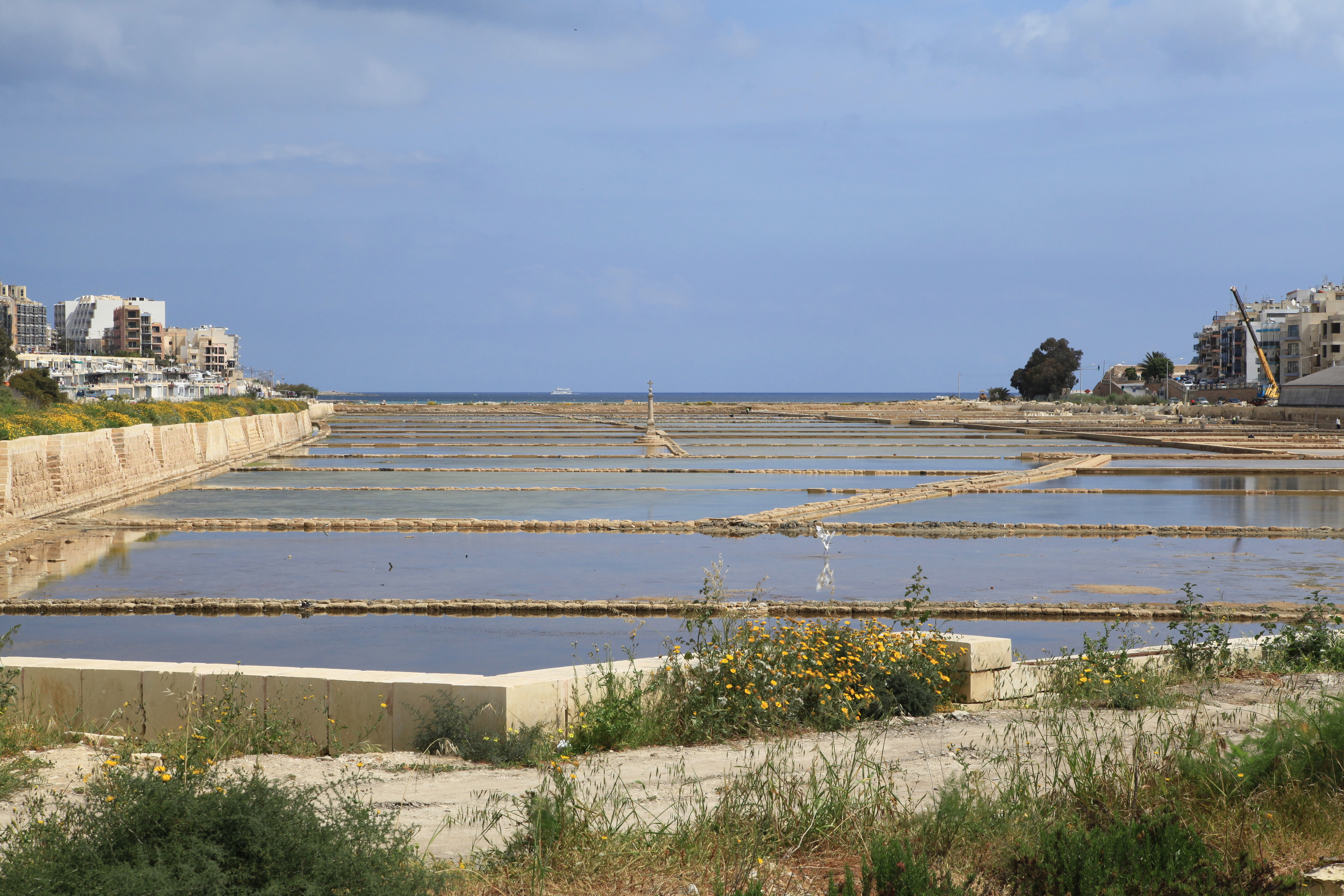
Baseny solankowe Salina Salt Pans

Is-Salini – obszar chroniony położony na Malcie, w gminie Saint Paul’s Bay. Znajduje się w dolinie Burmarrad Valley, przy drodze Coast Road oraz Triq is-Salini.
Is-Salini składa się z bagien solankowych (ang. saline marshland), basenów solankowych (Salina Salt Pans), a także z części parkowej Kennedy Grove o powierzchni 0,08 km² (8 ha), który ma status obszaru o znaczeniu ekologicznym (ang. Area of Ecological Importance) i azylu dla ptaków (ang. bird sanctuary).
Salini jest jednym z ostatnich pozostałych słonych bagien na Wyspach Maltańskich. W przeszłości bagna były bardziej rozległe, obejmowały obszary obecnie zajmowane przez Kennedy Grove, które obecnie są zalesione. Is-Salini jest terenem, gdzie woda słodka z deszczu płynąca doliną miesza się z wodą słoną z Morza Śródziemnego.

## Ochrona przyrody
Jest na liście ochronnej dziedzictwa przyrodniczego Wysp Maltańskich. W wykazie maltańskiego urzędu środowiska i planowania Malta Environment and Planning Authority (MEPA), Is-Salini o powierzchni 0,42 km² (42 ha) funkcjonuje jako obszar o znaczeniu ekologicznym (ang. Area of Ecological Importance) od 1996 roku, na podstawie aktu prawnego DPA - GN 402/96. Is-Salini o powierzchni 0,24 km² funkcjonuje również jako specjalny obszar ochrony siedlisk o znaczeniu międzynarodowym (ang. Special Areas of Conservation - International Importance). Jest także uwzględniany jako teren o znaczeniu naukowym (ang. Site of Scientific Importance). Obszar ma również status specjalnego obszaru ochronnego w ramach programu Natura 2000.

## Flora i fauna
Jednym z gatunków ptaków znajdujących się w rezerwacie są flamingi. Oprócz ptaków występuje tu wiele gatunków z fauny, m.in. ślimak Melanoides tuberculata, skorka obcążnica nadbrzeżna, ważka lecicha południowa, pająki skakunowate, kiełże rodzaju Gammarus, endemiczne gatunki Agdistis melitensis, Megacraspedus lativalvellus oraz maltański gatunek endemiczny karpieńczyka pręgowanego.
Kennedy Grove został zalesiony m.in. sosną alepską, oliwką europejską oraz tamaryszkiem.

## Historia
Baseny solankowe Salina (ang. Salina Salt Pans), które są główną częścią rezerwatu, zostały zbudowane przez Zakon Maltański w XVI wieku. Kompleks obejmuje również trzy drewniane chaty, które zostały zrekonstruowane. Jedna chata służy jako centrum informacji turystycznej. Kompleks leży tuż obok reduty Ximenes zbudowanej w 1716 roku za panowania Wielkiego Mistrza Ramon Perellos y Roccaful jako część strategii obronnej Wysp Maltańskich. W XVIII wieku reduta została częściowo przekształcona w magazyn soli. Wielki Mistrz Francisco Ximenes de Texada dodał do kompleksu drugi magazyn. Salini odegrało ważną rolę w historii produkcji soli na Malcie.
Is-Salini jest zarządzane przez BirdLife Malta. Umowa dotycząca zarządzania została podpisana 15 października 2016 roku między Rządem Malty i BirdLife Malta. Jest to czwarty obszar chroniony, który jest zarządzany przez BirdLife, pozostałe to Is-Simar, Ghadira oraz Foresta 2000. W latach 2007–2013 została przeprowadzona renowacja obszaru Is-Salini, na ten cel zostało przekazane 7 milionów euro, koszt został częściowo współfinansowany przez Unię Europejską.
Docelowo Is-Salini ma przyciągać wiele gatunków ptaków, a także służyć jako miejsce odpoczynku dla ptaków migrujących. W okolicy występują endemiczne gatunki zwierząt i roślin.